# Chris Valentine
Christopher William Valentine (né le 6 décembre 1961 à Belleville (Ontario)) est un joueur professionnel canadien de hockey sur glace devenu entraîneur.

## Carrière

### En tant que joueur
L'attaquant commence sa carrière en 1978 à l'université de Saint-Louis puis rejoint en même temps que Daniel Naud les Éperviers de Sorel en Ligue de hockey junior majeur du Québec. En deux saisons, il marque 270 points en 72 matchs. Ceci lui vaut d'être repêché d'entrée en LNH en 1981 par les Capitals de Washington. Après une vingtaine de matchs avec le club-école, les Bears de Hershey en LAH, il intègre la LNH. Il joue en alternance dans les deux équipes jusqu'en 1984.
Fatigué par cette alternance, il choisit de partir en Europe. Il accepte une offre du Düsseldorfer EG pour la saison 1984-1985. Prévu pour une saison, Valentine fera toute sa carrière ensuite à Düsseldorf et formera avec Peter Lee le plus grand duo du championnat allemand. Il bat tous les records pour un joueur en championnat allemand. Düsseldorf est cinq fois champion d'Allemagne (1990, 1991, 1992, 1993, 1996). Quand il termine sa carrière à 35 ans en 1996, il a joué 571 matchs, marqué 365 buts et fait 598 assistances.
Pour lui rendre hommage, Düsseldorf retire le numéro 10.

### En tant qu'entraîneur
Après sa retraite, il reste à Düsseldorf et devient entraîneur d'abord de l'équipe jeune pendant la saison 1996-1997 puis de l'équipe élite la saison suivante. Avec une équipe complètement remaniée, il atteint les play-offs et échoue en quarts de finale au futur champion, les Adler Mannheim. Mais le club rencontre de gros problèmes financiers. Valentine quitte le club et rejoint l'EV Landshut. Mais ce club se retire aussi de l'élite à cause de difficultés financières. Adler Mannheim le choisit pour succéder à Lance Nethery. Mais il ne supporte pas la pression et part au bout d'une saison. Après une intérim au BSC Preussen, victime de problèmes financiers et de crises internes, il vient en 2000 chez les Krefeld Pinguine. Mais à la suite de dissensions avec la direction, il est licencié au cours de la saison en décembre 2003.
En décembre 2006, Valentine devient entraîneur du EHC Linz et quitte le club à la fin de la saison.
Il décide de retourner vivre au Canada.